# Sonetring
En sonet-ring eller sonet-krans er en samling af 14 sonetter, som opfylder nogle bestemte formkrav: Sidste linje i sonet 1 er den samme som første linje i sonet 2; sidste linje i sonet 2 er den samme som første linje i sonet 3, osv. frem til sidste linje i sonet 14, som er den samme som første linje i sonet 1. De 14 førstelinjer (eller sidstelinjer) danner tilsammen en 15. sonet, mestersonetten.
Et eksempel på en sonetkrans er Inger Christensens digtsamling "Sommerfugledalen" (1991).
Et andet eksempel på en sonetkrans er Cecilie Ekens børnbog Mørkebarnet fra 2009